# Vesёlye raspljuevskie dni
Vesёlye raspljuevskie dni (Весёлые расплюевские дни) è un film del 1966 diretto da Ėrast Pavlovič Garin e Chesja Aleksandrovna Lokšina.